# Christopher Russell
Christopher David Russell (* 8. Mai 1947) ist ein britischer Fernseh-, Radio-Drehbuch- und Kinderbuchautor.

## Bücher
- Die Schafgäääng – Ab durch die Wüste, Thienemann Verlag
- Die Schafgäääng – Im Auftrag des Widders, Thienemann Verlag
- Die Schafgäääng – Lamm über Bord!, Thienemann Verlag
- Die Schafgäääng – Auf die Hufe, fertig, los!, Thienemann Verlag
- Die Schafgäääng – Kommt ein Lämmchen geflogen, Thienemann Verlag

## Audiobücher
- Die Schafgäääng – Ab durch die Wüste, Hamburg: Hörbuch Hamburg, 2011.
- Die Schafgäääng – Im Auftrag des Widders, Hamburg: Hörbuch Hamburg, 2011.

| Personendaten    | Personendaten                                               |
| ---------------- | ----------------------------------------------------------- |
| NAME             | Russell, Christopher                                        |
| ALTERNATIVNAMEN  | Russell, Christopher David                                  |
| KURZBESCHREIBUNG | britischer Fernseh- und Radio-Drehbuch- und Kinderbuchautor |
| GEBURTSDATUM     | 8. Mai 1947                                                 |